# Iconographie chrétienne

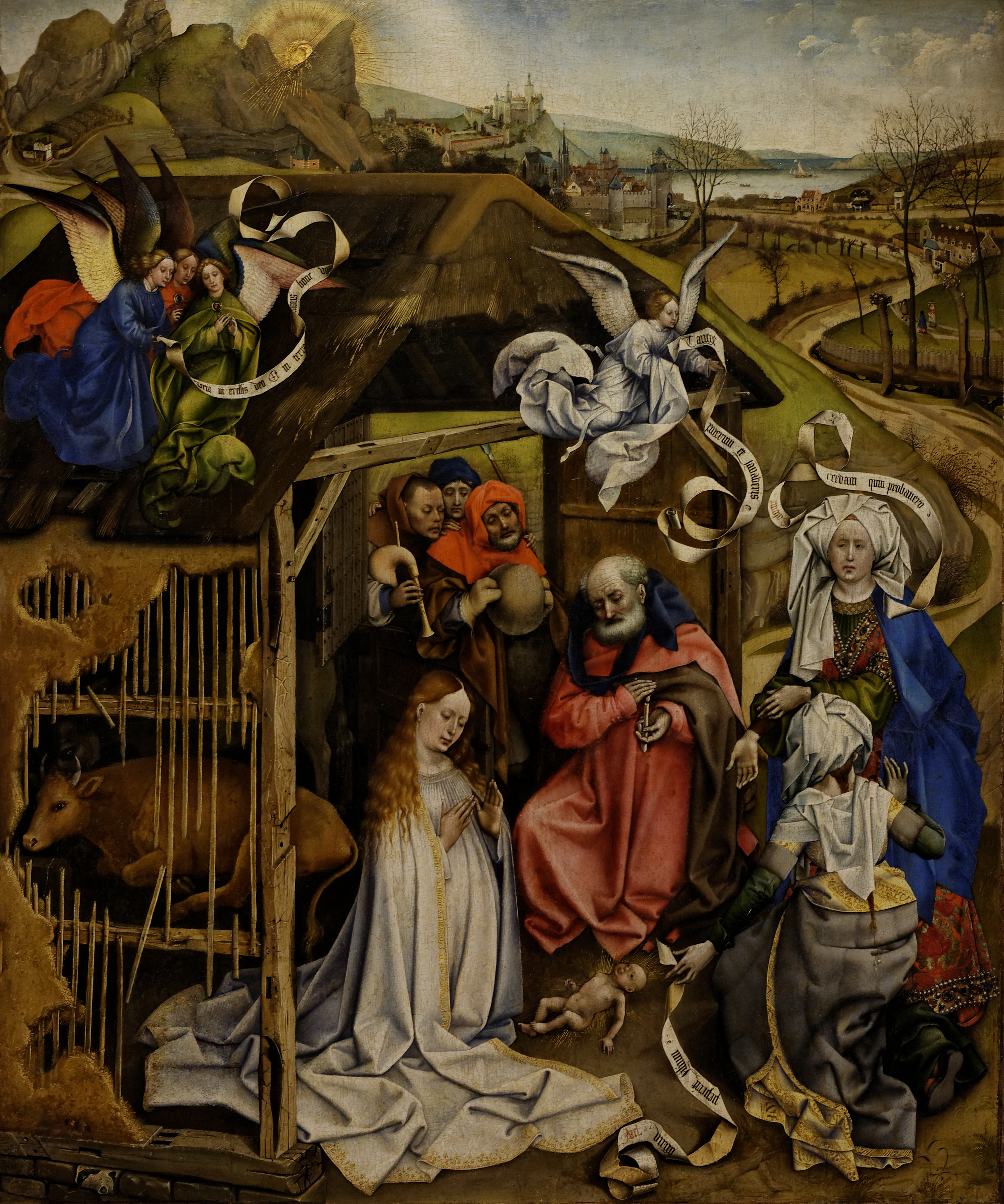
La Nativité de Robert Campin, 1420-1426.

L'iconographie chrétienne s'alimente d'éléments symboliques (symbole en grec : sun - ballo = "mettre un sens") pour éclairer le sens des représentations sacrées.
L'iconographie : en grec : eikon (image) + grapho (écrire) = manière dont ces images sont constituées, ce qu'elles veulent transmettre comme message.
L'iconographie religieuse s'adresse à un public précis, les fidèles. Ces images se veulent transitives et possèdent 4 desseins précis : instruire, fixer la mémoire, susciter et renforcer la foi, produire la componction.
Ainsi si Catherine d'Alexandrie, est représentée accompagnée de la roue dentée de son martyre (attribut), elle tient également une palme (feuille de palmier), empruntée à la symbolique antique en signe de victoire (d'autres saints sont ainsi accompagnés de la même palme, ayant vaincu le mal).

## Historique
Alors que le christianisme primitif est marqué par l'aniconisme, la tradition chrétienne de vénérer les images se développe rapidement mais plusieurs crises iconoclastes frappent le monde chrétien. Le pape Grégoire le Grand met en avant la fonction pédagogique et mémorielle de l'image et le deuxième concile de Nicée en 787 tente de ramener le calme en décrétant qu'une vénération mesurée des images est licite. L'iconographie chrétienne emprunte alors beaucoup à l'art païen avant de s'émanciper.
André Grabar constate que, malgré la décadence des arts figuratifs chrétiens pendant plusieurs siècles entre le VIe et IXe siècles, le Moyen Âge reprend ensuite une imagerie très proche de celle de l'Antiquité. L'Occident se distingue toutefois en mettant l'art au service du dogme dans une perspective pédagogique et didactique, se traduisant dans des représentations théologiques comme dans un art plus populaire, tandis que l'art byzantin se consacre à la représentation de figures sacrées destinées à la contemplation, sans commentaires.
Les historiens de l'art ont longtemps fait confiance aux discours normatifs des clercs selon lesquels l'iconographie chrétienne était principalement destinée à être une véritable « Bible des pauvres (en) » (expression de l'historien Émile Mâle) alors qu'en réalité le menu peuple avait bien moins accès aux images que les clercs qui vivaient entourés de figurations.
Un procédé couramment suivi dans l'Occident chrétien est celui de la typologie, qui consiste à juxtaposer des épisodes de l'Ancien et du Nouveau Testaments, les premiers étant considérés comme annonçant ou préfigurant les seconds.